# 矢部健太郎
矢部 健太郎（やべ けんたろう、1972年 - ）は、日本の歴史学者。國學院大學文学部教授。博士（歴史学）（國學院大學・課程博士・2004年）。専門分野は日本中世史、室町・戦国・織豊期の政治史・制度史・公武関係史。

## 来歴
東京都大田区に生まれる。大田区立入新井第四小学校卒業、大田区立大森第三中学校卒業、東京都立日比谷高校卒業
1995年國學院大学文学部史学科卒業、2004年同大学院文学研究科日本史学専攻博士課程後期修了し、「豊臣政権の支配秩序と朝廷」で博士（歴史学）の学位を取得。
2004年防衛大学校人文社会科学群人間文化学科専任講師、2007年國學院大學文学部史学科専任講師、2009年准教授、2016年教授。2021年文学部長。

## 人物
- 豊臣秀次の切腹は豊臣秀吉の命によるものではなく自身で切腹したという説をたてた（「関白秀次の切腹と豊臣政権の動揺―秀吉に秀次を切腹させる意思はなかった－」『國學院雑誌』114‐11、2013年）。

## 著書
- 『豊臣政権の支配秩序と朝廷』吉川弘文館、2011年12月。ISBN 978-4-642-02905-6。
- 『関ヶ原合戦と石田三成』吉川弘文館〈敗者の日本史１２〉、2013年12月。ISBN 978-4-642-06458-3。
- 『関白秀次の切腹』KADOKAWA、2016-。ISBN 978-4-04-601545-7。

### 監修
- 『超ビジュアル!日本の歴史人物大事典』西東社、2014年11月。ISBN 978-4-7916-2235-1。
- 『超ビジュアル!日本の歴史大事典』西東社、2015年8月。ISBN 978-4-7916-2390-7。
- 『超ビジュアル!戦国武将大事典』西東社、2015年12月。ISBN 978-4-7916-2391-4。
- 『超ビジュアル!歴史人物伝織田信長』西東社、2016年7月。ISBN 978-4-7916-2500-0。
- 『超ビジュアル!歴史人物伝坂本龍馬』西東社、2016年7月。ISBN 978-4-7916-2501-7。
- 『まんが日本の歴史人物事典』西東社〈小学生おもしろ学習シリーズ〉、2016年11月。ISBN 978-4-7916-2539-0。
- 『超ビジュアル！幕末・維新人物大事典』西東社、2016年12月。ISBN 978-4-7916-2540-6。
- 『戦いで読む日本の歴史 ３ 信長・秀吉天下への野望』教育画劇、2017年2月。ISBN 978-4-7746-2103-6。
- 『日本史１００人の履歴書 あの偉人たちにも黒歴史！？』宝島社、2017年4月。ISBN 978-4-8002-6605-7。
- 『超ビジュアル！歴史人物伝 豊臣秀吉』西東社、2017年3月。ISBN 978-4-7916-2541-3。
- 『モンスターストライクで覚える日本の武将』〈ＧＡＭＥ×ＳＴＵＤＹ〉2017年4月。ISBN 978-4-537-21469-7。
- 『貴族から武士の世へ』教育画劇〈戦いで読む日本の歴史 １〉、2017年4月。ISBN 978-4-7746-2101-2。
- 『激動の鎌倉・室町時代』教育画劇〈戦いで読む日本の歴史 ２〉、2017年4月。ISBN 978-4-7746-2102-9。
- 『徳川の世のはじまりと終わり』教育画劇〈戦いで読む日本の歴史 ４〉、2017年4月。ISBN 978-4-7746-2104-3。
- 『近代日本の戦争』教育画劇〈戦いで読む日本の歴史 ５〉、2017年4月。ISBN 978-4-7746-2105-0。
- 『超ビジュアル！歴史人物伝 伊達政宗』西東社、2017年7月。ISBN 978-4-7916-2588-8。
- 『まんが戦国武将大事典』西東社、2017年10月。ISBN 978-4-7916-2573-4。
- 『日本の武士１００人の履歴書 鬼武者にも裏の顔！？』宝島社〈小学生おもしろ学習シリーズ〉、2017年11月。ISBN 978-4-8002-7629-2。
- 『超ビジュアル！歴史人物伝 徳川家康』西東社、2017年11月。ISBN 978-4-7916-2589-5。
- 『幕末・維新ナンバーワン決定戦 武力、経済力、計画力…５つの項目で憂国の志士を徹底解剖！』宝島社、2017年12月。ISBN 978-4-8002-7539-4。
- 『地政学でよくわかる！信長・秀吉・家康の大戦略』コスミック出版、2018年1月。ISBN 978-4-7747-8454-0。
- 『超ビジュアル！日本の合戦大事典』西東社、2018年3月。ISBN 978-4-7916-2721-9。
- 『超ビジュアル！歴史人物伝 西郷隆盛』西東社、2018年4月。ISBN 978-4-7916-2612-0。